# Pacific Cup 1986 (rugby league)
El Pacific Cup 1986 fue la tercera edición del torneo de rugby league para las selecciones más fuertes de Oceanía.
El torneo se disputó en la ciudad de Rarotonga de las Islas Cook.

## Posiciones

### Grupo A
| Pos. | Equipo     | Encuentros | Encuentros | Encuentros | Encuentros | Tantos  | Tantos    | Tantos     | Puntos |
| Pos. | Equipo     | jugados    | ganados    | empatados  | perdidos   | a favor | en contra | diferencia | Puntos |
| ---- | ---------- | ---------- | ---------- | ---------- | ---------- | ------- | --------- | ---------- | ------ |
| 1    | Maorí      | 2          | 2          | 0          | 0          | 64      | 26        | + 28       | 4      |
| 2    | Islas Cook | 2          | 1          | 0          | 1          | 32      | 40        | - 8        | 2      |
| 3    | Niue       | 2          | 0          | 0          | 2          | 24      | 54        | -30        | 0      |

Nota: se otorgan 2 puntos al equipo que gane un partido, 1 al que empate y 0 al que pierda

### Grupo B
| Pos. | Equipo  | Encuentros | Encuentros | Encuentros | Encuentros | Tantos  | Tantos    | Tantos     | Puntos |
| Pos. | Equipo  | jugados    | ganados    | empatados  | perdidos   | a favor | en contra | diferencia | Puntos |
| ---- | ------- | ---------- | ---------- | ---------- | ---------- | ------- | --------- | ---------- | ------ |
| 1    | Tonga   | 2          | 2          | 0          | 0          | 60      | 38        | + 22       | 4      |
| 2    | Samoa   | 2          | 1          | 0          | 1          | 50      | 46        | + 4        | 2      |
| 3    | Tokelau | 2          | 0          | 0          | 2          | 34      | 60        | -26        | 0      |

Nota: se otorgan 2 puntos al equipo que gane un partido, 1 al que empate y 0 al que pierda

## Fase Final

### Semifinal de clasificación
| 1986 | Maorí | 27 - 18 | Tonga | Rarotonga, Islas Cook |  |

### Semifinal de eliminación
| 1986 | Samoa | 48 - 0 | Islas Cook | Rarotonga, Islas Cook |  |

### Semifinal
| 1986 | Tonga | 4 - 46 | Samoa | Rarotonga, Islas Cook |  |

### Final
| 7 de noviembre de 1986 | Maorí | 23 - 6 | Samoa | Rarotonga, Islas Cook |  |